# Liste der Biografien/Morl
Liste der Biografien |
Portal Biografien |
Personensuche
# |
A |
B |
C |
D |
E |
F |
G |
H |
I |
J |
K |
L |
M |
N |
O |
P |
Q |
R |
S |
T |
U |
V |
W |
X |
Y |
Z |
?
 
Ma |
Mb |
Mc |
Md |
Me |
Mf |
Mg |
Mh |
Mi |
Mj |
Mk |
Ml |
Mm |
Mn |
Mo |
Mp |
Mq |
Mr |
Ms |
Mt |
Mu |
Mv |
Mw |
Mx |
My |
Mz
 
Moa |
Mob |
Moc |
Mod |
Moe |
Mof |
Mog |
Moh |
Moi |
Moj |
Mok |
Mol |
Mom |
Mon |
Moo |
Mop |
Moq |
Mor |
Mos |
Mot |
Mou |
Mov |
Mow |
Mox |
Moy |
Moz
 
Mora |
Morb |
Morc |
Mord |
More |
Morf |
Morg |
Morh |
Mori |
Mork |
Morl |
Morm |
Morn |
Moro |
Morp |
Morr |
Mors |
Mort |
Moru |
Morv |
Morw |
Mory |
Morz
Die Liste der Biografien führt alle Personen auf, die in der deutschsprachigen Wikipedia einen Artikel haben. Dieses ist eine Teilliste mit 93 Einträgen von Personen, deren Namen mit den Buchstaben „Morl“ beginnt.

## Morl
- Mörl zu Pfalzen und Sichelburg, Anton von (1883–1958), österreichischer Beamter
- Mörl, Franz (1899–1979), deutscher Chirurg und Hochschullehrer
- Mörl, Franz (1932–2017), deutscher Chirurg
- Mörl, Gustav Philipp (1673–1750), deutscher evangelischer Geistlicher
- Mörl, Johann Siegmund (1710–1791), deutscher evangelischer Geistlicher
- Mörl, Joseph (1671–1735), deutscher Kupferstecher und Verleger
- Mörl, Lothar (* 1940), deutscher Ingenieur und Hochschullehrer
- Mörl, Maria von (1812–1868), Südtiroler Adelige, Mystikerin und StigmatisierteMaria von Mörl (1812–1868)

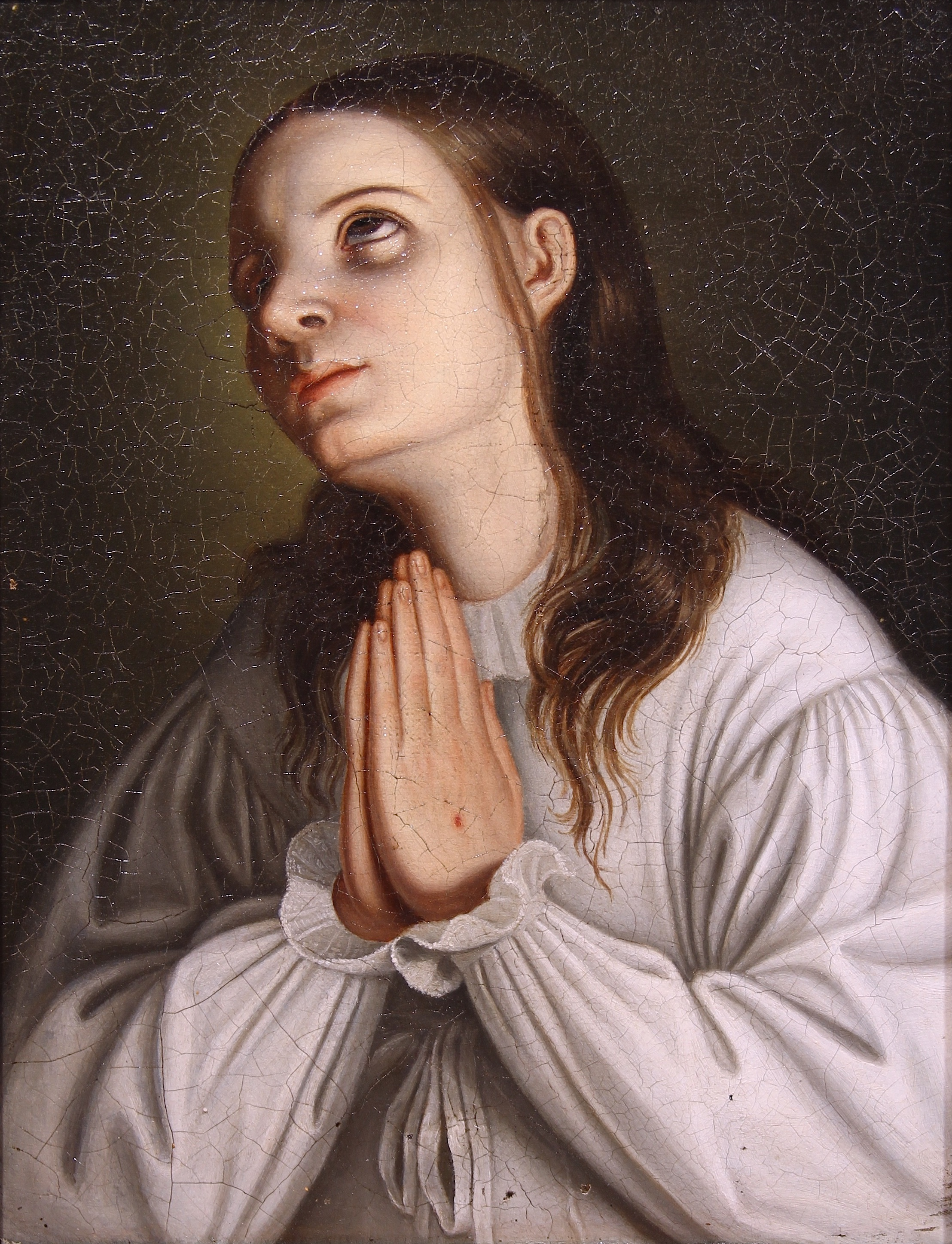
Maria von Mörl (1812–1868)

### Morla
- Morlacchi, Francesco (1784–1841), italienischer Komponist und Dirigent
- Morlaiter, Giovanni Maria (1699–1780), venezianischer Bildhauer
- Morlan, A. R. (* 1958), US-amerikanische Autorin von Romanen und Kurzgeschichten
- Morland, George (1763–1804), englischer Maler
- Morland, James Smith (1846–1921), englisch-südafrikanischer Maler und Kunstlehrer
- Mørland, Kjetil (* 1980), norwegischer Sänger
- Morland, Louise (1899–1966), deutsche Schauspielerin und Synchronsprecherin
- Morland, Samuel (1625–1695), englischer Gelehrter, Diplomat, Spion, Erfinder und Mathematiker
- Mørland, Tellef Inge (* 1980), norwegischer Politiker
- Morland, Thomas (1865–1925), britischer General
- Morlanes, Manu (* 1999), spanischer Fußballspieler
- Morlang, Alexander (* 1974), deutscher Politiker (Piratenpartei), MdA
- Morlang, Werner (1949–2015), Schweizer Literaturwissenschaftler und Publizist
- Morlans, Emiliano (* 1952), spanischer Skilangläufer
- Morlans, Leyre (* 1987), spanische Skirennläuferin
- Morlay, Gaby (1893–1964), französische Filmschauspielerin

### Morle
- Morleo, Luigi (* 1970), italienischer Schlagzeuger und Komponist
- Morleo, Mattia Vlad (* 2000), italienischer Komponist und Musiker
- Morlet, Giulia (* 2002), französische Tennisspielerin
- Morlet, Jean (1931–2007), französischer Geophysiker
- Morley, Alexander (1908–1971), britischer Diplomat
- Morley, Andrew James (* 1989), australischer Schauspieler
- Morley, Angela (1924–2009), britische Komponistin und Dirigentin
- Morley, Arnold (1849–1916), britischer Politiker der Liberal Party, Unterhausabgeordneter, Postminister
- Morley, Bethan (* 2001), britische Leichtathletin
- Morley, Bob (* 1984), australischer SchauspielerBob Morley (* 1984)

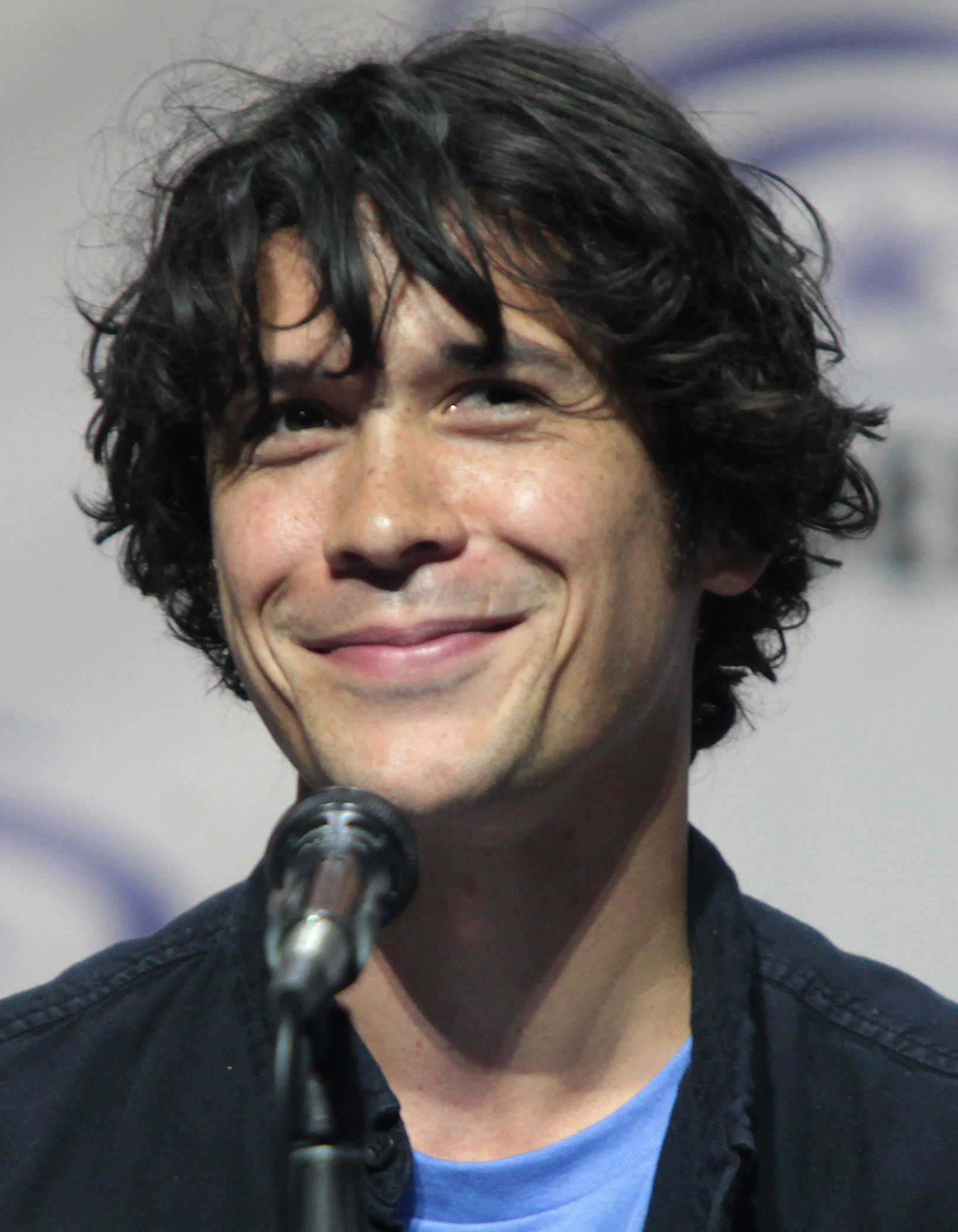
Bob Morley (* 1984)

- Morley, Christopher (1890–1957), amerikanischer Herausgeber, Schriftsteller und Sherlockianer
- Morley, Clarence (1869–1948), US-amerikanischer Politiker
- Morley, David (* 1954), britischer Diplomat
- Morley, David C. (1923–2009), britischer Mediziner
- Morley, Dick (1932–2017), US-amerikanischer Ingenieur auf dem Gebiet Elektronik und Computertechnik
- Morley, Ebenezer Cobb (1831–1924), Mitgründer des englischen Fußballverbands
- Morley, Edith (1875–1964), englisch-britische Literaturwissenschaftlerin und Aktivistin
- Morley, Edward W. (1838–1923), US-amerikanischer Chemiker
- Morley, Erin (* 1980), US-amerikanische Opernsängerin (Koloratursopran)
- Morley, Frank (1860–1937), britischer Mathematiker
- Morley, Fred (1850–1884), englischer Cricketspieler
- Morley, Glen Stewart (1912–1996), kanadischer Dirigent, Komponist und Cellist
- Morley, Grace (1900–1985), amerikanische Kunsthistorikerin, Museologin und Museumsleiterin
- Morley, Henry (1822–1894), englischer Literaturwissenschaftler
- Morley, John, 1. Viscount Morley of Blackburn (1838–1923), britischer Politiker, Mitglied des House of Commons, Autor und Zeitungsmann
- Morley, Karen (1909–2003), US-amerikanische Schauspielerin
- Morley, Malcolm (1931–2018), englisch-amerikanischer Maler
- Morley, Malcolm, britischer Rocksänger, -gitarrist und -keyboarder
- Morley, Michael D. (1930–2020), US-amerikanischer Mathematiker
- Morley, Neville (* 1969), britischer Altertumswissenschaftler und Professor
- Morley, Patrick Joseph (1931–2012), irischer Politiker
- Morley, Paul (* 1957), englischer Musikjournalist und -produzent
- Morley, Peter (1924–2016), deutsch-britischer Dokumentarfilmer und Fernsehproduzent
- Morley, Robert (1908–1992), britischer Schauspieler und SchriftstellerRobert Morley (1908–1992)

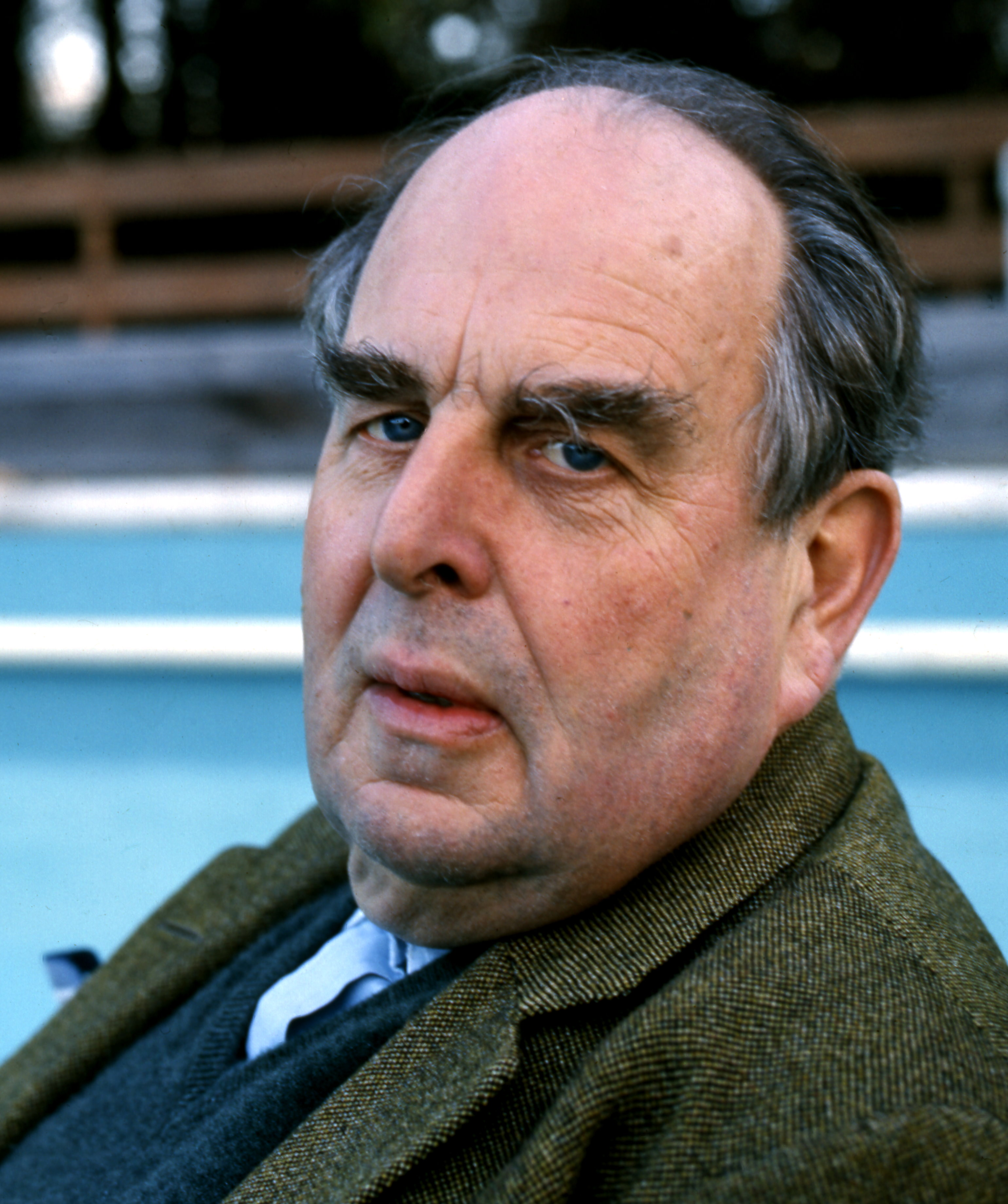
Robert Morley (1908–1992)

- Morley, Ruth (1925–1991), US-amerikanische Kostümdesignerin
- Morley, Sean (* 1971), kanadischer Wrestler
- Morley, Sylvanus (1883–1948), US-amerikanischer Archäologe, Schrift- und Mayaforscher
- Morley, Sylvanus Griswold (1878–1970), US-amerikanischer Romanist und Hispanist
- Morley, Thomas († 1602), englischer Komponist
- Morley, Tony (* 1954), englischer Fußballspieler
- Morley, Tyler (* 1991), kanadischer Eishockeyspieler
- Morley, Zach (* 1983), US-amerikanischer Basketballspieler
- Morley-Brown, Kay (* 1963), britische Hürdenläuferin

### Morli
- Mörli, Wiborata († 1550), St. Galler Oberin und Chronistin
- Mörlin, Christian Heinrich Fürchtegott (1787–1852), deutscher Pfarrer und Dichter
- Mörlin, David, deutscher Notar, Schulmeister und Stadtschreiber
- Mörlin, Joachim (1514–1571), deutscher Theologe, Pfarrer und Reformator
- Mörlin, Jodok († 1550), Philosoph, Hochschullehrer und Reformator
- Mörlin, Konrad († 1510), Benediktinerabt von St. Ulrich und Afra, Augsburg
- Mörlin, Martin († 1548), katholischer Priester, Benediktiner und Abt des Klosters Murrhardt
- Mörlin, Maximilian (1516–1584), evangelischer Theologe, Hofprediger, Superintendent in Coburg und Reformator
- Morlinghaus, Marcus (* 1965), deutscher Schauspieler, Autor und Regisseur
- Morlino, Leonardo (1947–2025), italienischer Politikwissenschaftler und Hochschullehrer
- Morlino, Robert Charles (1946–2018), US-amerikanischer Geistlicher, römisch-katholischer Bischof von Madison
- Morlino, Tommaso (1925–1983), italienischer Jurist und Politiker
- Morlion, Urbain Etienne (1894–1985), belgischer Ordensgeistlicher, Bischof von Baudouinville
- Morlix, Gurf (* 1951), US-amerikanischer Country-Musiker und Musikproduzent

### Morlo
- Morlock, Martin (1918–1983), deutscher Journalist und Autor
- Morlock, Max (1925–1994), deutscher FußballspielerMax Morlock (1925–1994)
- Morlockk Dilemma (* 1981), deutscher MC

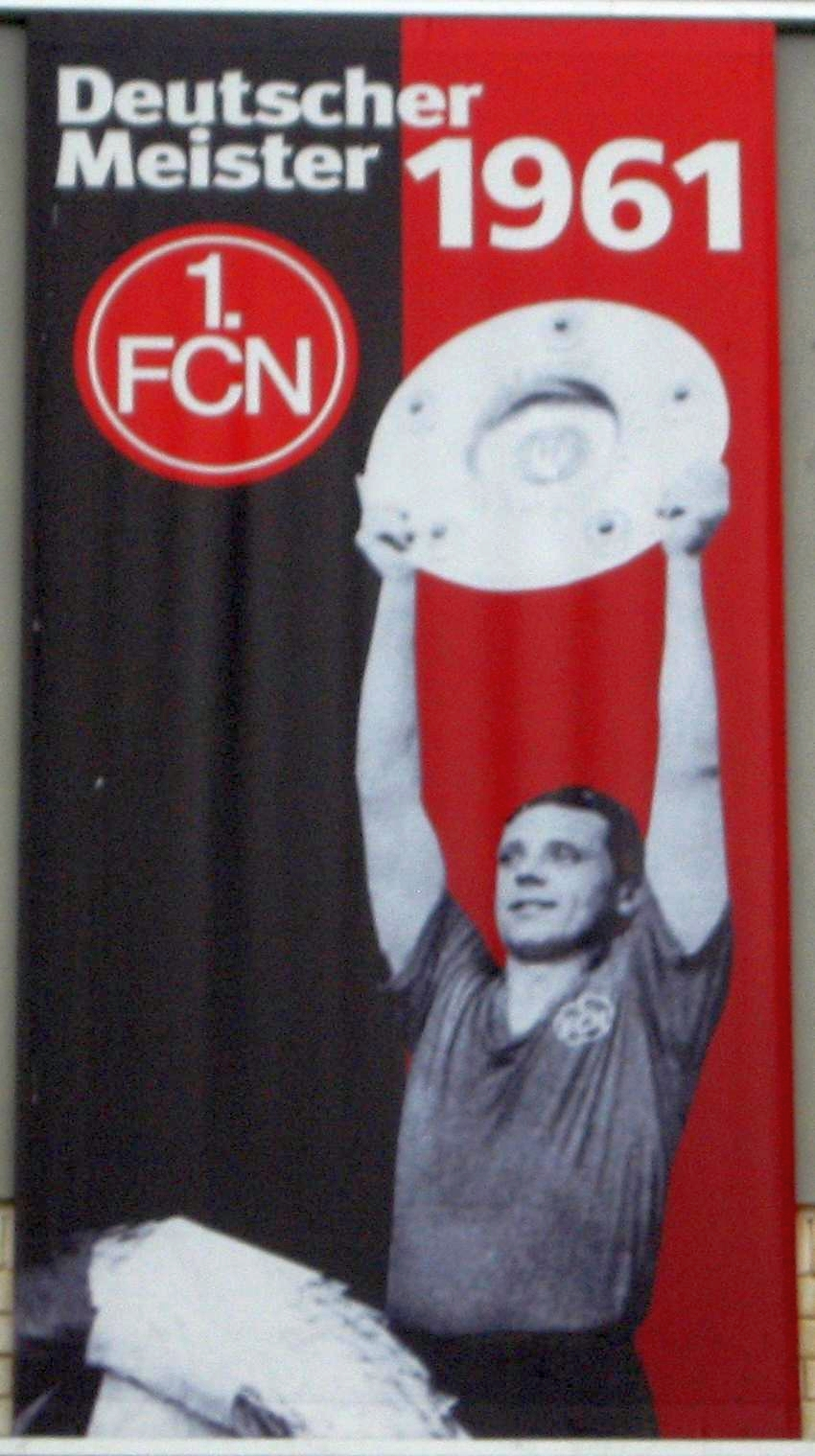
Max Morlock (1925–1994)

- Morlok, Georg von (1815–1896), deutscher Architekt und Eisenbahn-Bauingenieur, württembergischer Baubeamter
- Morlok, Jürgen (* 1945), deutscher Politiker (FDP), MdL
- Morlok, Martin (* 1949), deutscher Rechtswissenschaftler
- Morlok, Sven (* 1962), deutscher Politiker (FDP), MdL, Staatsminister in Sachsen
- Morlot, Adolf von (1820–1867), Schweizer Geologe und Prähistoriker
- Morlot, Antoine (1766–1809), französischer General der Infanterie
- Morlot, François-Nicolas-Madeleine (1795–1862), Erzbischof von Paris
- Morlot, Ludovic (* 1973), französischer Dirigent
- Morlotti, Ennio (1910–1992), italienischer Maler